# Josep Massot (metge)
Josep Massot (Serrallonga, Vallespir, 1723 - després del 1775) va ser un metge i inventor d'utensilis mèdics nord-català. Josep Massot va ser metge a Serrallonga, com ja ho havia estat el seu pare, que s'hi havia establert per a practicar-hi la cirurgia, provinent de Darnius, d'on era originària la família. Posteriorment es traslladà a Perpinyà, on es dedicà a la medicina profitosament. Inventà diversos utensilis mèdics, com una abraçadora per a les fractures del coll del fèmur. Aquest darrer fou, posteriorment, presentat a l'Acadèmia de París pel seu fill Jean, però en aquell moment passà sense pena ni glòria; més endavant el metge Dussault presentà un model propi, que fou àmpliament adoptat i que no és sinó una còpia defectuosa del d'en Massot. Foren metges els tres fills de Josep Massot: Jean Paul i Jacques